# 夏鋐
夏鋐（？年—？年），字宣廷，號扶堂，湖廣長沙府善化縣人，由乾隆三年戊午科舉人揀選知縣，乾隆二十六年四月署四川順慶府岳池縣知縣。是一位政治人物，明清時曾在四川順慶府岳池縣（位於今四川東北部，武周萬歲通天二年分南充、相如二縣置，是一個千年古縣）擔任官吏。